# Bakvattnet
Bakvattnet är en ort i Hotagens distrikt (Hotagens socken) i Krokoms kommun, Jämtlands län. 
Bakvattnet är även två sjöar, Stor-Bakvattnet och Lill-Bakvattnet. Sjöarna har fått sitt namn av att vattnet rinner norrut mot Hårkans vattensystem. 

## Historia
Byn Bakvattnet började bebyggas omkring år 1840 av nybyggare från Åkersjön och Offerdals socken. År 1924 genomfördes laga skifte i byn. Det fanns då elva gårdar i Bakvattnet. År 1929 byggdes landsvägen från Åkersjön fram till byn och på 1940-talet öppnade Selma Karlsson sitt pensionat, Selmas pensionat. På 1950-talet tillkom nya turistsatsningar och på 1960-talet började vesseltrafiken till Ansätten. År 1970 byggdes liften vid Ansätten. 

## Näringsliv
Turismen är dominerande verksamhet i byn, liksom i den närliggande byn Åkersjön. Bakvattnet kallas "porten till Ansättenfjällen".